# Cordéis e Outros Poemas
Cordéis e Outros poemas é uma coletânea da obra de Antônio Gonçalves da Silva, o "Patativa do Assaré", organizado por Gilmar de Carvalho, publicada pela editora da UFC (Universidade Federal do Ceará). A diferença reside na inclusão de dois poemas - "Cante lá, que eu canto cá" e "A terra é naturá" -, a ausência do cordel "História de Aladim e a Lâmpada Maravilhosa" e dos textos introdutórios. 

## O Livro
É um livro que tematiza a literatura popular, o universo dos livros vendidos em feiras pelo interior do Brasil.
Em Cordéis e Outros Poemas, podemos observar textos de natureza dissertativa, reflexiva, ampliando o conceito tradicional que diz que "cordel é poema em forma de narração". Isso mostra a versatilidade de Patativa do Assaré.
O autor muitas vezes reflete, analisa, discute acerca das dificuldades de vida do homem sertanejo.
Seus temas também são ampliados, variados, indo além do conceito clássico de que "cordel fala de amor, sofirmento ou aventura". Patativa, com sua profunda consciência social, também tematizou a desigualdade do Nordeste, os conflitos de terra, os problemas envolvendo o latifúndio, a profunda religiosidade e o misticismo do homem simples do sertão do Brasil.

## Temática
Utilizou como mote a pobreza e o sofrimento do sertanejo, a felicidade e o infortúnio, o bem e o mal, o sertão e a cidade, o latifúndio e o agregado, o retirante, o social e o político, a ética e a honestidade, o perdão e a grandeza, a fé em Deus e na religião (Patativa sempre, como todo sertanejo, foi um homem de muita fé).
Patativa sempre viu a necessidade de justiça e de igualdade. Foi um poeta social voltado para a observação do universo e mazelas do homem simples.
Ainda a dimensão o sofrimento e do heroísmo, o êxodo rural e a saudade da terra natal, a preservação da tradição, a valorização da natureza, o agreste, o semi-árido, são temas que sempre foram cantados em versos por Patativa do Assaré.

## Estrutura
A obra Cordéis e Outros Poemas se constitui de 15 cordéis e 2 poemas onde, do ponto de vista estrutural, predominam as sextilhas e as décimas, ambas com versos de 7 sílabas poéticas (redondilha maior).